# 액시스사슴
액시스사슴(chital 또는 cheetal, 학명: Axis axis)은 인도와 스리랑카, 네팔, 방글라데시, 부탄 그리고 파키스탄 일부 지역의 숲에서 주로 발견되는 사슴의 일종이다. 인도 숲에서 가장 흔히 볼 수 있는 사슴이다. 이전에는 액시스사슴속(Axis)의 유일종으로 분류했지만, 현재는 기존의 돼지사슴속(Hyelaphus) 3~4종과 함께 같은 동물 속으로 분류하고 있다.
천적은 호랑이, 아시아사자, 표범, 승냥이, 늪악어, 인도비단뱀이다.

## 사진

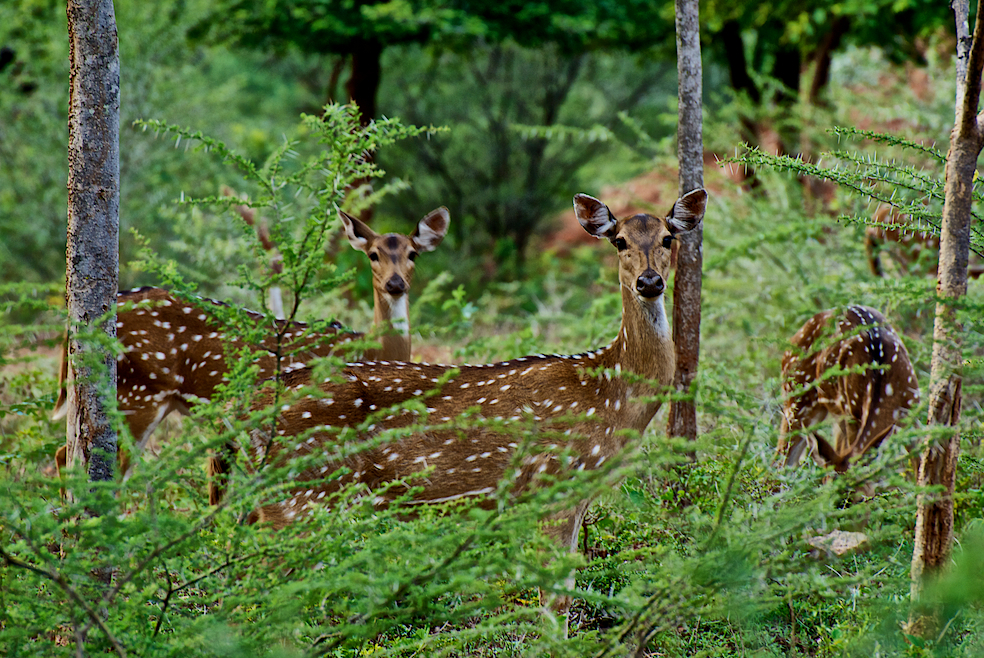
코임바토르 인접 지역의 액시스사슴
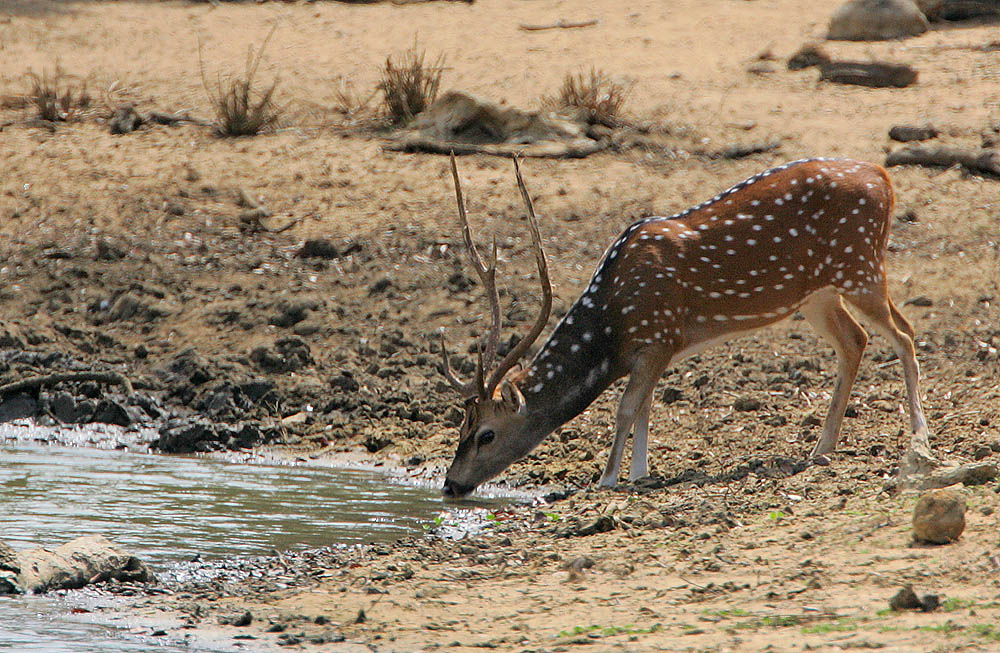
스리랑카
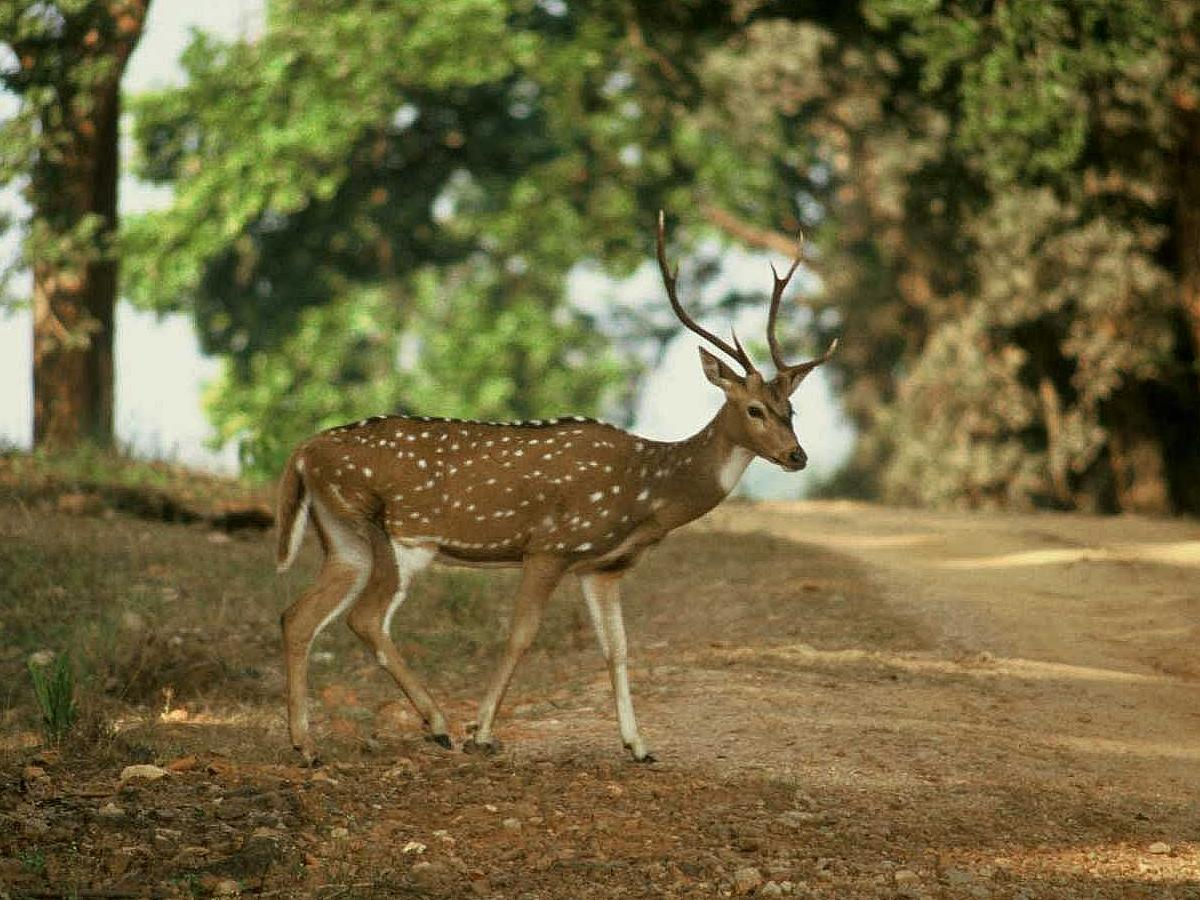
인도 칸나 국립공원
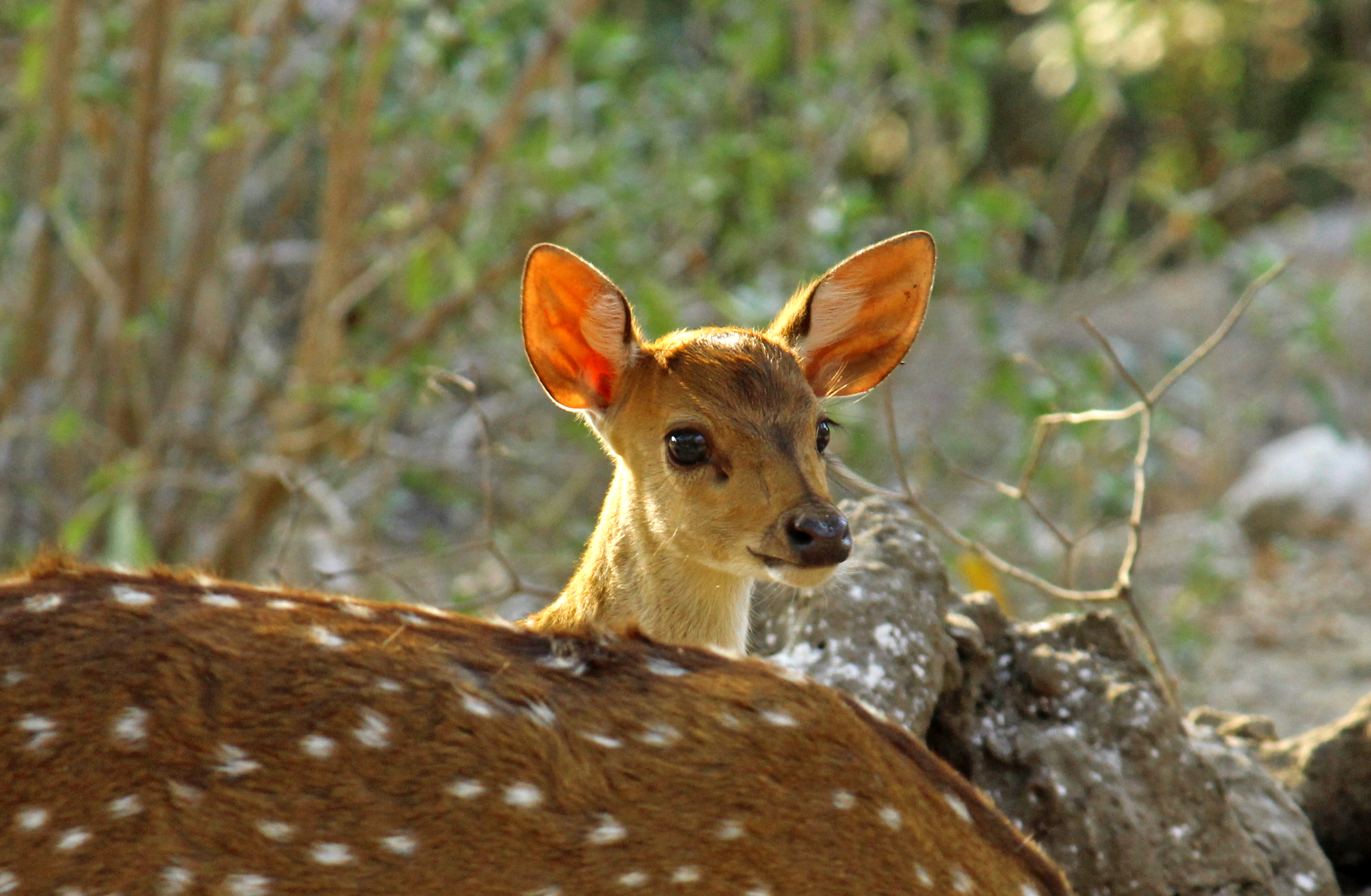
어미 뒤의 새끼 액시스사슴
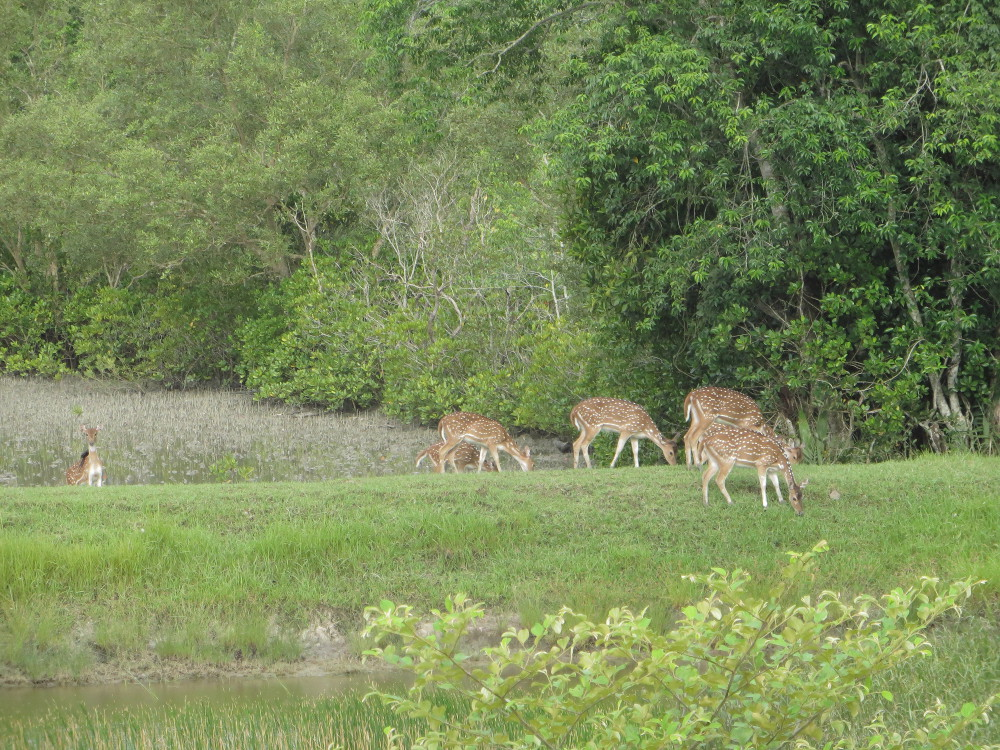
슌도르본의 액시스사슴 무리

## 같이 보기
- 삼바사슴
- 바라싱가